# Marcilloles
Marcilloles település Franciaországban, Isère megyében. Lakosainak száma 1186 fő (2022. január 1.). Marcilloles Sardieu, Thodure, Viriville, Pajay és Penol községekkel határos.

## Népesség
A település népességének változása:
| Lakosok száma | 644  | 647  | 719  | 861  | 1029 | 1056 | 1104 | 1176 | 1175 | 1186 |
|               | 1968 | 1982 | 1990 | 2006 | 2013 | 2015 | 2017 | 2019 | 2020 | 2022 |